# Laphria hakiensis
Laphria hakiensis är en tvåvingeart som beskrevs av Matsumura 1916. Laphria hakiensis ingår i släktet Laphria och familjen rovflugor. Inga underarter finns listade i Catalogue of Life.